# Кирилов Антон Сергійович
Анто́н Сергі́йович Кири́лов (12 грудня 1994, Піщане (Кременчуцький район)— 29 серпня 2014, Іловайськ, Донецька область) — солдат Збройних сил України, учасник російсько-української війни.

## Життєпис
Народився 1994 року в селі Піщане (Кременчуцький район, Полтавська область). Був єдиною дитиною у матері, яка його виховувала самотужки. З 2003 року жив у Кременчуці. У 2010 році закінчив 9 класів загальноосвітньої школи № 31. У 2013 року закінчив ВПУ № 7, здобув професію майстра-налагоджувальника верстатів з ЧПУ.
Після другого курсу влаштувався працювати на Кременчуцький вагонний завод по спеціальності верстатник широкого профілю. У 2014 році звільнився.
27 березня 2014 року добровольцем пішов на контрактну службу до ЗСУ. В зоні АТО був двічі. Після війни планував вступити у військове училище, стати офіцером.
Старший стрілець, 93-тя окрема механізована бригада. У липні 2014 року на кордоні Луганської області з Росією. Бойове завдання — не допустити прориву ворога з території Росії.
Після короткотермінової відпустки повернувся на фронт. 25 серпня у складі екіпажу БМП-369 вів бій під Іловайськом, прикриваючи саперів. 27 серпня востаннє вийшов на телефонний зв'язок, через фон (перешкоди) вдалося розібрати тільки слово «мама».
29 серпня 2014 року загинув при виході з Іловайського котла «зеленим коридором» — на дорозі між селами Многопілля — Червоносільське — Осикове.
3 вересня тіло Антона Кирилова разом з тілами 96 інших полеглих в Іловайському котлі привезено до дніпропетровського моргу. 16 жовтня 2014-го тимчасово похований на Краснопільському цвинтарі як невпізнаний Герой.
Упізнаний за тестами ДНК, перепохований у квітні 2015 року в Кременчуці.
Без єдиного сина лишилась мама Вікторія Прядко.

## Нагороди та вшанування пам'яті
За особисту мужність і героїзм, виявлені у захисті державного суверенітету та територіальної цілісності України, вірність військовій присязі під час російсько-української війни, відзначений — нагороджений
- 16 січня 2016 року — орденом «За мужність» III ступеня (посмертно)[2]
- відзнакою «За вірність народу України» І ступеня Полтавської обласної ради від 21 жовтня 2015 (посмертно)[3]
- відзнака Президента України «За участь в антитерористичній операції» (посмертно)
- 24 жовтня 2015-го в кременчуцькій ЗОШ № 31 відкрито меморіальні дошки випускникам Олексію Борищаку, Богдану Гавелі, Юрію Гудзенку та Антону Кирилову.[4][5]
- 28 вересня 2015 року меморіальна дошка випускникам Антону Кирилову та Володимиру Шульзі відкрита на Стіні Пам'яті ВПУ № 7[6][7].
- Його портрет розміщений на меморіалі «Стіна пам'яті полеглих за Україну» у Києві: секція 3, ряд 6, місце 39
- Вшановується 29 серпня на щоденному ранковому церемоніалі вшанування українських захисників, які загинули цього дня у різні роки внаслідок російської збройної агресії[8]
- Іловайський Хрест (посмертно)